# Afrasiyàbides

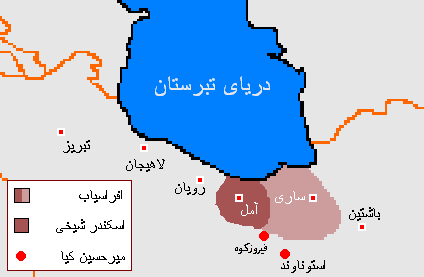
Mapa del Mazanderan, al sud de la mar Càspia

Els Afrasiyàbides o dinastia Afrasiyàbida fou una petita dinastia musulmana del Mazanderan.
Afrasiyab ben Kiya Hasan és considerat el fundador; servia com a sipahsalar a les ordes del seu cunyat el bawàndida Fakhr al-Dawla Hasan; la seva germana, la dona de Hasan, tenia una filla d'un primer matrimoni; es va posar d'acord amb Afrasiyab i va acusar al seu marit d'haver convertit a la seva filla en la seva amant i els ulemes d'Amol van emetre una fàtua condemnant a mort al culpable. En aquest moment el bawàndida havia ordenat la mort del seu ministre Kiya Djalal al-Din Ahmad ben Djalal, i s'havia enfrontat a la família de notables dels Kiya Djalali (o Djalawi?) per fer front als ulemes, la seva dona i a la família del ministre, els Kiya Djalali, va buscar l'amistat del seu cunyat, com a cap de la família rival dels Kiya Čulab. Però Afrasiyab, contràriament a l'esperat, va fer les paus amb els seus rivals; poc després Kiya Afrasiyab va enviar els seus dos fills Alí i Muhàmmad, per matar el bawàndida, cosa que van fer mentre es banyava el 17 d'abril de 1349. A la seva mort la dinastia bawàndida que havia governat 750 anys (665 a 1349) es va acabar i Kiya Afrasiyab prengué el poder a Amol i probablement a Sari. Els servidors i oficials de Fakhr al-Dawla Hasan refusaren de reconèixer al nou sobirà; per obtenir suport es va declarar deixeble del superior dels dervixos locals de la veïna Sari, Sayyid Kawam al-Din Marashi conegut per Mir-i- Buzurg, al que tot el poble tenia molt de respecte i devoció. Però deu anys després foren els mateixos dervixos aliats als militars bawàndides, els que van derrotar Kiya Afrasiyab al combat de Djalalakamarpačin (1359); tant Kiya com tres fills van morir en aquesta lluita.
Sayyid Kawam al-Din Marashi àlies Mir-i-Buzurg es va instal·lar a Amol com a governant i va fundar la dinastia dels Sayyids Marashi que va durar del 1359 al 1581. En aquest any Kiya Kjahr al-Din Djalawi va assassinar Abd Allah, fill de Mir-i- Buzurg, però fou capturat i executat junt amb quatre fills. Un altre noble de nom Kiya Gushtasp (o Kiya Wishtas), també cunyat del darrer bawàndida, també va planejar alguna cosa i fou executat junt amb set dels seus fills.
Els afrasiyàbides no són esmentats gaire més. El vuitè fill de Kiya Afrasiyab, Iskandar-i-Shaykh, que havia fugit a Herat el 1349, després de portar una vida d'aventurer, va entrar al servei de Tamerlà, que el 1392/1393 va conquerir Mazanderan, entrant a la fortalesa de Mahana-Sar, prop d'Amol; aquesta ciutat i la de Sari foren atacades i devastades; els Sayyid Marashi foren deportats i el govern fou donat a Iskandar. No fou gaire popular a la regió especialment quan va fer enderrocar el mausoleu del venerat Mir-i- Buzurg a Sari. El 1400/1401 Iskandar va acompanyar a Tamerlà en les seves expedicions i finalment se'l va autoritzar a tornar a Amol. Només arribar es va revoltar (1402). El 1403/1404 Tamerlà va venir a la regió per capturar-lo, i Iskandar va fugir, i va morir a Shirud-Dü-Hazar; el seu fill Husayn Kiya, que governava el castell de Firuzkuh per compte del seu pare, va rebre el cap d'aquest, i immediatament es va rendir; un altre fill, Ali Kiya, va ser capturat per tropes timúrides (tamerlànides), però Tamerlà el va perdonar com també a Husayn, al que va deixar governar Firuzkuh.
El fill de Husayn Kiya, Luhrasp ben Husayn ben Iskandar ben Afrasiyab apareix governant Talakan el 1479/1480. El seu net Amir Husayn (o Hasan) ben Ali ben Luhrasp ben Husayn governava part del Rustamdar i el territori de les muntanyes de Firuzkuh, Damavand i Harirud. El 1503 Ismail I el safàvida, després d'apoderar-se dels castells de Gulkhandan i Firuzkuh, va assetjar la fortalesa de Wusta on s'havia fet fort Amir Husayn (o Hasan) ben Ali ben Luhrasp, el qual es va haver de rendir, i poc després es va suïcidar a ywan-i Rasul Wad (Kabud-Gumbad).
Un altre membre de la dinastia, Amir Shurab Čulab, governador del castell d'Ardehin a Sawdjbulak, fou confirmat en el càrrec per Ismail.